# ساس
ساس (یا به فارسیِ شرقی خَسَک) حشره‌ای از راستهٔ نیم‌بالان و خانوادهٔ بسترساسان (Cimicidae) است.
ساس از کَک بزرگ‌تر است و لای درز تشک و بالش و شکاف اجناس چوبی مخفی می‌شود و شب خارج شده و انسان را نیش می‌زند.
ساس‌ها بیشتر به هنگام شب فعالند اما اگر یک هفته از خانه دور باشید، همین که شروع به استراحت کنید یا روی مبل بنشینید به سراغ شما خواهند آمد. روشن گذاشتن چراغ‌ها، مخصوصاً زمانی که گرسنه هستند، چندان تأثیری ندارد.
ساس از راه خون‌خوراکی از انسان و دیگر جانداران خون‌گرم تغذیه می‌کند.
ساس گزنده هنگام تغذیه، میزبان انسانی خود را بیدار نمی‌کند؛ زیرا اجزای موجود در بزاق ساس به عنوان یک بی‌حس کننده عمل می‌کنند و باعث افزایش جریان خون در محل گزش می‌شوند و روند تغذیه را سریع و تقریباً بدون درد می‌کنند.
دو نوع ساس که از نظر بهداشتی برای انسان اهمیت دارد، ساس معمولی (ساس تختخواب، Cimex lectularius) و ساس گرمسیری (Cimex hemipterus) هستند. این دو نوع ساس از روی پیش‌سینه یعنی بخش اول سینه از هم تشخیص داده می‌شوند.
در حال حاضر شواهدی دال بر انتقال بیماری‌های عفونی مانند هپاتیت بی یا سی یا انتقال ایدز از طریق گزش ساس در دست نیست. ویروس‌ها در داخل بدن ساس تکثیر نمی‌شوند و در مدل‌های جانوری انتقال بیماری‌های ویروسی از طریق گزش ساس ممکن نبوده‌است.

## چرخهٔ زندگی

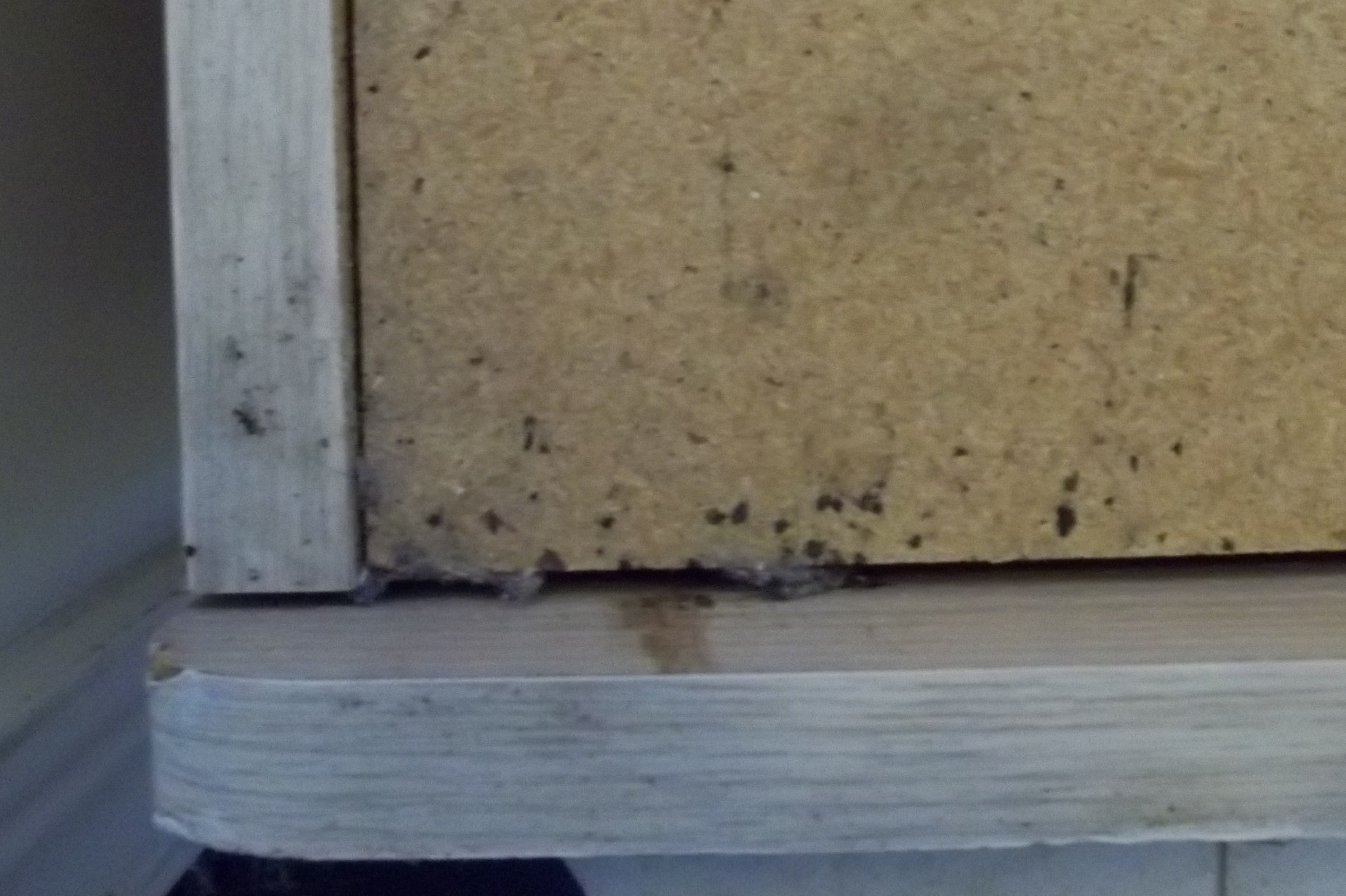
لکه ناشی از مدفوع ساس در گوشه تخت

در محل سکونت انسان مانند خانه‌ها، هتل‌ها، خوابگاه‌ها، زندان‌ها، سرباز خانه‌ها، بیمارستان‌ها، سرای سالمندان و… یافت می‌شود. این انگل‌ها در شکاف دیوار، کف خانه‌ها، اثاثیه، لابلای کارتن‌ها، پشت کاغذ دیواری، کمدها و درهای چوبی و قفسهٔ کتابخانه‌ها مبلمان، تشک‌ها، و پشتی‌ها مخفی می‌شوند. در شب و نور کم فعال هستند و از میزبان خفته یا نشسته در حال تماشای تلویزیون تغذیه می‌کنند. اگر انسان در دسترس آن‌ها نباشد از جانوران دیگر خون‌خواری می‌کنند.
ساس روی بدن انسان زندگی نمی‌کند بلکه در محلی نزدیک به محل نشستن و خوابیدن انسان زندگی می‌کند. ساس را می‌توان به کمک لکه‌های ناشی از مدفوع آن‌ها تشخیص داد ساس در نزدیکی محل مخفی شدنش مدفوع می‌کند.
ماده بالغ روزی ۲–۳ تخم می‌گذارد؛ که در طول زندگی جمعاً ۲۰۰–۵۰۰ تخم می‌رسد. تخم‌های یک میلی‌متری سفید مروارید شکل‌اند. در مکان‌های یاد شده قرار داده می‌شوند. زمان بازشدن تخم‌ها که معمولاً ۱۰–۹ روز بعد از جنین‌دار شدن است به درجه حرارت بستگی دارد. ۵ مرحله نمفی وجود دارد؛ که هر مرحله قبل از پوست اندازی به یک وعده خون نیاز دارد تا تبدیل به مرحله بعدی گردد.
مراحل تخم تا بلوغ کامل و تخم‌گذاری مجدد بسته به حرارت محیط بین ۱۹–۷ هفته متغیر است. در حرارت ۲۷ درجه تخم‌ها در کمتر از یک هفته شکفته می‌شوند. در طول سال چند نسل ساس به وجود می‌آید. در دسترس بودن منبع خون در زمان تولید مثل تأثیر می‌گذارد. ساس‌های بالغ در تابستان یک بار در هفته تغذیه می‌کنند. در ماه‌های سرد تر تغذیه آن‌ها کمتر صورت می‌گیرد. در زمستان چیزی نمی‌خورند و در بهار برای تغذیه ظاهر می‌شوند. خانه‌های مستأجری بیشتر در معرض آلودگی قرار دارند.

## روش تشخیص و عوارض ساس
با بازدید شکاف‌ها و درزها در خانه و دیدن ساس زنده، جلد، نمف، تخم یا پوسته آن‌ها می‌توان به وجود ساس پی برد. لکه‌های کوچک قهوه‌ای یا سیاه‌روی ملحفه، دیوار و کاغذدیواری نشانه‌ای احتمالی برای وجود ساس است. این لکه‌ها مدفوع ساس و عمدتاً خون اضافی است که ساس از آن تغذیه کرده‌است. همچنین رد خون روی ملحفه‌ها و در مسیر مخفی‌گاه‌های ساس‌ها نشانه دیگری از وجود ساس است. علاوه بر این می‌توان یک ملحفه سفید پهن کرده و نصفه‌های شب چراغ اتاق را روشن نمود با این روش در صورت وجود حشره راحت‌تر می‌توان آن را دید.
ساس‌ها فقط در هنگام خونخواری به طرف انسان می‌روند و برخلاف کک‌ها و شپش‌ها مدت زیادی روی انسان باقی نمی‌مانند یعنی بعد از خونخواری محل را ترک می‌کنند. عکس‌العمل گزش ساس‌ها در افراد متفاوت است، بعضی افراد حساسیت نداشته و در برخی افراد گزش ساس دردناک، آزاردهنده و التهاب‌آور است و قادر به خوابیدن نیستند. در مواردی هم بوی ساس می‌تواند تهوع‌آور باشد. زخم‌های محل گزش، سفت‌دانه‌هایی هستند که از یکدیگر فاصله کمی داشته و دوتا دوتا یا سه‌تا سه‌تا با هم ظاهر می‌شوند. شکل خوشه‌ای گزش‌ها در تمایز گذاشتن بین زخم‌ها با گزش سایر حشرات مهم است.
ضایعه ناشی از گزش ساس در معاینه تا حدودی قابل تشخیص است ضایعات معمولاً متعدد و اغلب اوقات به صورت خطی می‌باشند. چند دلیل برای خطی بودن ضایعات وجود دارد: اولاً ساس ممکن است در گزش اول قادر به مکیدن میزان کافی خون نباشد بنابراین میزان کمی جابجا شده و شخص را در محلی نزدیک به محل گزش اولیه می‌گزد. دومین دلیل: اندامی که با سطح تشک یا تخت تماس دارد ممکن است توسط چندین ساس در یک زمان گزیده شود (بنابراین چندین محل گزش به صورت خطی در محل تماس عضو با تشک ایجاد می‌گردد) به خاطر داشته باشید که تنها یک نفر از هر چهار نفر (۲۵٪ افراد) به گزش ساس حساس هستند تنها نصف افراد بالای ۶۰ سال به گزش ساس حساس هستند. خارش ناشی از گزش ساس‌ها به درمان‌های علامتی پاسخ می‌دهد. (کالامین جهت خارش یا استروئید ضعیف جهت کنترل التهاب) در صورت عفونت محل گزش یا واکنش حساسیتی شدید به گزش حشره باید به پزشک یا مرکز درمانی مراجعه کرد.

## اقدامات کنترلی و راه‌های مبارزه
سرکه
محلول سرکه سفید با آب می‌تواند برای از بین بردن ساس مؤثر باشد. برای کشتن ساس‌ها باید سرکه را مستقیماً به آنها اسپری کنید.

#### الکل
این حشرهٔ مقاوم به انواع سموم اما در مقابل الکل به شدت ضعیف است. با اسپری کردن الکل به یک یا چند ساس بالغ آنها به سرعت کشته می‌شوند.

#### آب داغ
برای از بین بردن ساس‌های مخفی شده در یک پتو، ملحفه و مشابه به آن کافیست آن را در ظرفی از آب داغ غرق و شناور کنید. با این کار ساس و تخم‌های آن کشته خواهند شد.

#### سرما و گرما
تماس طولانی با دمای (-۱۹) (منفی نوزده درجه سانتیگراد) به مدت چهار روز ساس بالغ را نابود می‌کند. وسایلی را که امکان سم‌پاشی آن‌ها وجود ندارد؛ می‌توان در کیسه‌های پلاستیکی آب‌بندی (درزبندی) شده گذاشته و در فریزر (دمای-۱۸ درجه سانتی‌گراد) به مدت ۲۴ ساعت قرار داد تا ساس‌های آن از بین برود. ساس بالغ بر اثر تماس با حرارت کشته می‌شود. حرارت همچنین تخم ساس را از بین می‌برد. (به‌طور مثال حرارت آفتاب یا حرارت از یک بخار ساز)
جدول زیر میزان حرارت و زمان لازم برای نابودی ساس را نشان می‌دهد:
| دما                | زمان لازم برای نابودی ساس |
| ------------------ | ------------------------- |
| ۴۵ درجه سانتی گراد | هفت ساعت                  |
| ۴۸ درجه سانتی گراد | ۹۰ دقیقه (یک ساعت و نیم)  |
| ۵۰ درجه سانتی گراد | یک دقیقه                  |

#### کنترل فیزیکی محیط
از آنجایی که ساس از سطوح چوبی به راحتی بالا می‌رود، پس بایستی پایه‌های تخت را در داخل صفحات فلزی قرار داد و تخت‌ها را از دیوار فاصله داد. همچنین به نظر می‌رسد ساس در بالارفتن از سطوح صاف و لغزانی مانند نوار چسب شیشه‌ای نیز دچار مشکل باشد. برای دفع این حشره یکی از راه‌هایی که می‌توان آزمود تأثیر «سیر» در دور نمودن این حشره از محیط زندگی است گزارشی از تنفر و آزاردهنده بودن «بوی سیر» بر این حشره وجود دارد. می‌توان در تخت خواب و مکان‌های مشکوک با قراردادن «سیر» تأثیر آن را مورد بررسی قرارداد.
استفاده از جارو برقی می‌تواند مفید باشد (هم ساس بالغ و هم تخم ساس را از محیط خارج می‌کند) به شرط این‌که از کیسهٔ یک‌بار مصرف استفاده شود و کیسه پس از اتمام جارو کشی داخل یک نایلون زباله قرار داده شده و دور انداخته شود. یا اینکه بلافاصله در پایان کار سوزانده شود. در صورت استفاده از کیسه دائمی می‌توان کیسه را پس از تخلیه داخل کیسه زباله جوشاند. بعضی از لباس‌ها را می‌توان با جوشاندن سالم‌سازی کرد. ملحفه‌ها و روبالشی‌های آلوده را می‌توان داخل یک کیسه نایلون سیاه قرار داده و جلوی آفتاب گذاشت (دمای بالا ساس را می‌کشد). پرده‌ها را با آب داغ مورد شستشو قرار دهید. در صورتی که حجم آلودگی پایین باشد با رعایت مسائل ایمنی می‌توان با مشعل‌های گازی شکاف‌ها و درزها را حرارت داد (این روش ایمن نمی‌باشد و باید مواظب اشتعال و سایل سوزنده و سیم‌کشی برق داخل و خارج دیوارها بود) استفاده از دستگاه بخار ساز مؤثر است چرا که حرارت بالا ساس را می‌کشد (در صورتی که دستگاه بخار ساز در دسترس باشد). تخت‌ها را از دیوار فاصله دهید. تمام درزها و شکاف‌های موجود در اتاق را مسدود کنید. پرده‌ها را می‌توان با آب داغ شست.

### روش‌های شیمیایی
اساس مبارزه شیمیایی با این حشرات انجام سم‌پاشی ابقایی در داخل اماکن بوده و بایستی عمل سم‌پاشی را صبح زود یا شب (غروب) انجام داد. همچنین لازم است ذکر شود ساس حشرهٔ بسیار مقاومی است و بسیاری از سم‌ها در برابر ساس ناکارآمد هستند.

#### سموم مؤثر بر ساس‌ها
سم HCH و سم BHC سم دی اکساکارب و سم بندیو کارب، سم ددت، سم دیازینون سم فن کلروفوس، یودفن فوس لیندین، مالاتیون و پرویوکسور مؤثر هستند. اضافه کردن پیرترین یا پیرتروئیدهای ترکیبی مثل بیورزمترین مفید است چون باعث خارج شدن ساس از پناهگاه‌هایشان می‌شود و تماس آن‌ها را با سطوح سمپاشی شده افزایش می‌یابد. سمپاشی به صورت دستی یا کمپرسی روی دیوارها و کف اتاق‌ها صورت می‌گیرد. رختخواب کودکان و گهواره اطفال نباید سمپاشی شود. در این مورد لباس‌ها و… را بجوشانید.
سم پاشی باید یک بار دیگر تکرار شود تا ساس‌های به وجود آمده از تخم‌های باقی‌مانده از سمپاشی اول را از بین ببرد.
از جمله سم‌های قابل استفاده در ایران، اسپری درمین می‌باشد که در داروخانه‌ها در بسته‌بندی‌های ۶۰ میلی‌گرم و ۲۵۰ میلی‌گرم فروخته می‌شود.

## نگارخانه

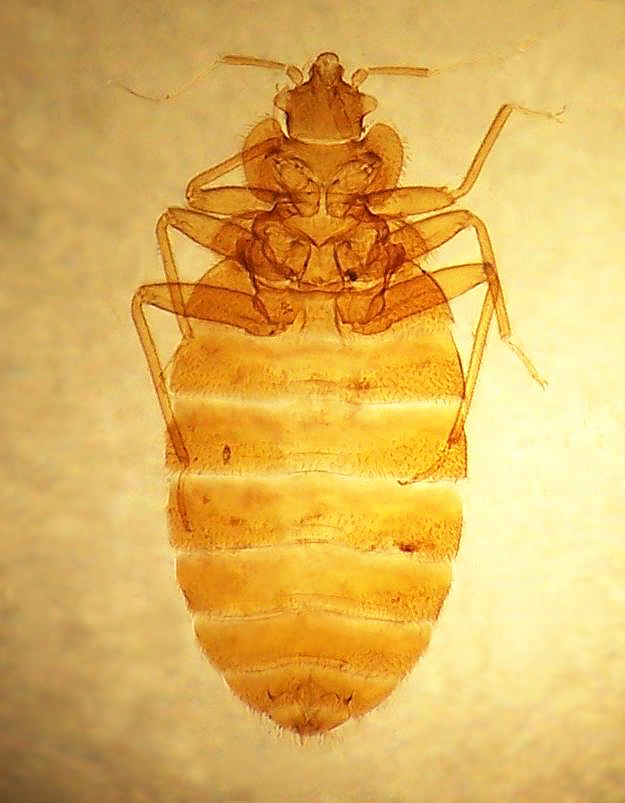
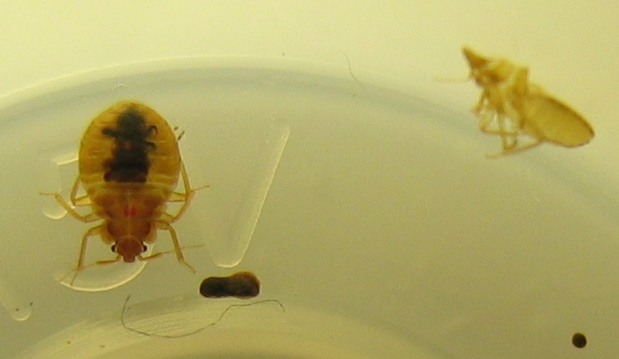
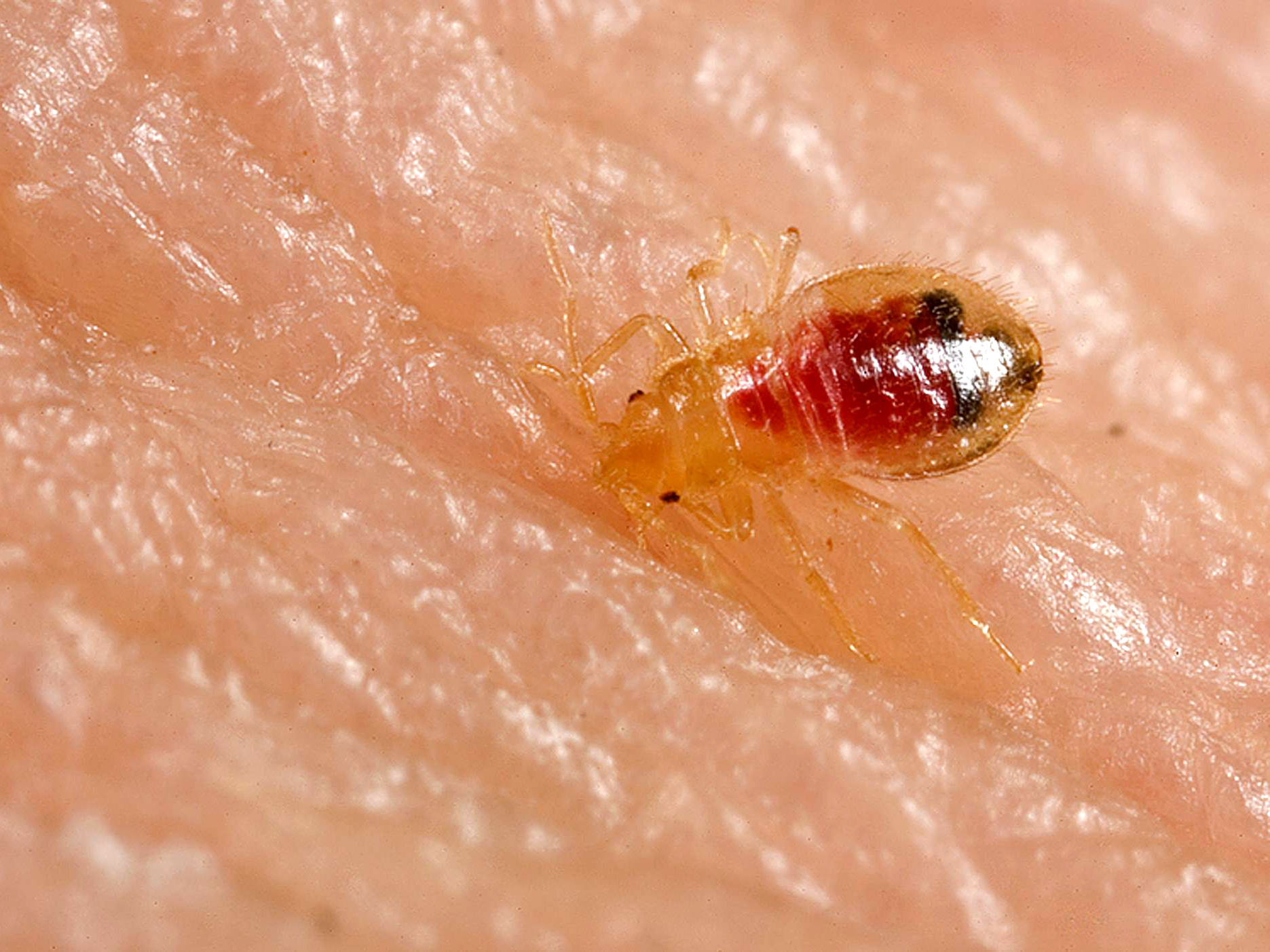
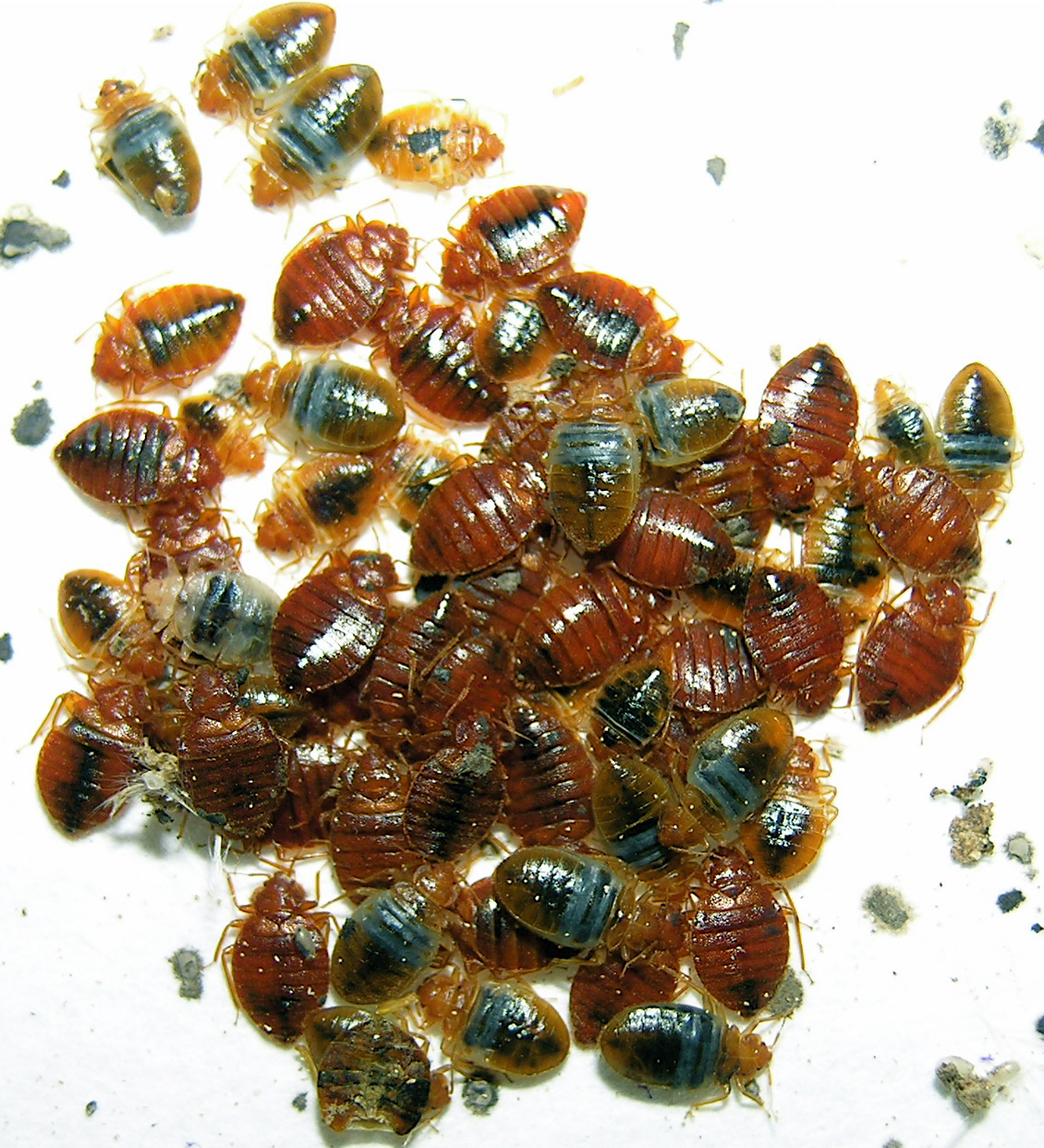
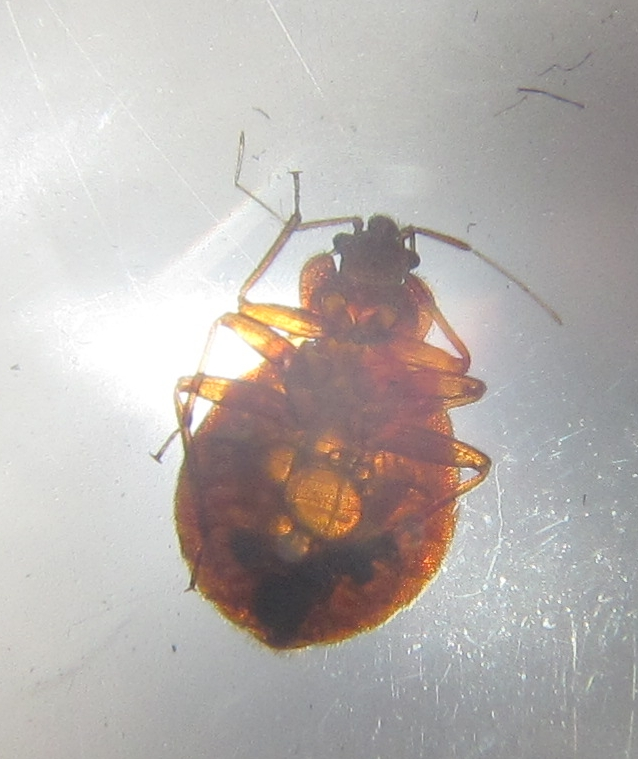

خیلی‌خطرناک‌